# GS-CA1
El GS-CA1 es una molécula inhibidora de la cápside del virus de inmunodeficiencia humana (VIH) presentada por primera vez en 2017. Su función es inhibir el proceso de replicación, tanto en su fase inicial como final, evitando así, la maduración del virus. Hasta el momento, se han descubierto varias moléculas cuya función es la misma que la del GS-CA1, pero en comparación a estos inhibidores de la cápside del VIH, éste tiene mucha más potencia inhibidora y su efecto es más duradero.
A pesar de los recientes resultados, el GS-CA1 está siendo investigado, ya que aún hay muchos datos que la comunidad científica desconoce. Aún no se ha utilizado para ningún tratamiento clínico pero se prevé que será un elemento importante para la cura del VIH.

## Descubrimiento
En febrero del 2017, durante la Conferencia sobre Retrovirus e Infecciones Oportunistas (CROI por sus siglas en inglés Conference on Retrovirus and Opportunistic Infections) realizada en Seattle (USA), la molécula GS-CA 1 fue presentada por primera vez por el científico Winston C. Tse. Él llevaba una década investigando la cápside del VIH para encontrar una molécula que fuera capaz de inhibir el proceso de replicación.  Trabajando en conjunto con otros científicos de la compañía Gilead Sciences pudo sintetizar y estudiar las propiedades inhibidoras del GS-CA1. La solubilidad de la molécula es muy baja debido a que los anillos de carbono que la forman son estructuras hidrofóbicas o apolares.

## Inhibición de la cápside

### Estructura de la cápside
Para entender la función inhibidora del GS-CA1 es necesario conocer la estructura de la cápside y cómo actúa el GS-CA1 en ella. En el VIH, esta estructura es muy importante, ya que es desde ahí donde se realiza el ensamblaje y la maduración de las partículas de la infección viral que están medidas por la interacción de la cápside.
Por otra parte, es necesario conocer la estructura de la cápside del VIH para entender cómo GS-CA 1 la inhibe. La cápside del VIH es un núcleo de proteínas cerrado compuesta por una red polimérica (250 hexámeros y 12 pentámeros) de la proteína CA. Esta proteína tiene 2 dominios, el N-terminal (CA-NTD) y el C-terminal (CA-CTD) los cuales están enlazados por una cadena peptídica formada por 5 aminoácidos. Para la formación de los hexámeros y pentámeros, la proteína CA se oligomeriza en trímeros de dímeros. Los dímeros de CA son asociados durante el proceso de montaje para formar la estructura final de la cápside. Es en esta unión donde la GS-CA1 actúa para inhibir al virus. La GS-CA1 se une en puntos específicos entre estos espacios para catalizar la formación de cápside, provocando malformaciones que impedirán el proceso de replicación e infección.
El rol principal de los inhibidores de la cápside es perturbar los oligómeros de la CA. Los inhibidores de la cápside tienen múltiples modos de acción aumentando la población de cápsides maduras que fallan al encerrar el RNA viral durante la maduración o que espontáneamente se desmontan antes del transporte y la integración nuclear. 
La secuencia de la cápside es altamente conservada y eso reduce la probabilidad de pleoformismo viral, proceso por el cual, la construcción de la cápside se puede hacer por otras vías alternativas que hasta pueden llegar a cambiar su estructura.

### Función inhibidora del GS-CA1 en el ciclo viral
En cuanto al mecanismo de acción, el GS-CA1 se une directamente a la cápside del virus e interfiere en la importación nuclear de ADN viral mediada por la cápside, la producción de los viriones y el ensamblaje de la cápside. El GS-CA1 en concentraciones picomolares es un inhibidor tanto de la etapa temprana como de la etapa tardía del ciclo reproductivo del VIH-1.
En la etapa temprana de la infección por VIH-1, el GS-CA1 presenta diferentes consecuencias según su concentración. A una concentración de 25 nM (500 veces la EC50), GS-CA1 se comporta de manera similar al efavirenz, de manera que el GS-CA1 puede interferir en transcripción inversa cuando se encuentra en altas concentraciones. Las concentraciones intermedias de GS-CA1 (5 nM; 100 veces mayor que EC50) no tienen ningún efecto en la síntesis total de ADNc de VIH, sin embargo, reducen considerablemente la formación de provirus integrados, lo que nos indica que GS-CA1 puede prevenir la importación nuclear de ADNc viral. Con la concentración más baja (0,5 nM; 10 veces superior a EC50), GS-CA1 interfiere en la entrada nuclear y la integración sin afectar el ADNc viral. Mostrando que en presencia de GS-CA1 la mayor parte de la concentración de vDNA y las señales de la cápside se encuentra en el citoplasma se ha llegado a la conclusión que el GS-CA1 inhibe la fase temprana de la infección viral al bloquear la translocación dependiente de la cápside del ADNc de VIH-1 en el núcleo, impidiendo de esta manera la infección. 
En cuanto a las etapas finales de la replicación viral, GS-CA1 es capaz de interferir en el correcto ensamblaje de CA en cápsides cónicas de los viriones liberados. GS-CA1 provoca la formación de polímeros de CA cortos, con malformaciones y heterogéneos en contraposición a los uniformes, largos y bien organizados observados en ausencia de GS-CA1. Lo cual nos indica la capacidad del GS-CA1 para interferir en la formación de la cápside. También se ha demostrado que el GS-CA1 es capaz de reducir los niveles celulares de Gag y CA. La causa es que el GS-CA1 se puede unir al Gag/Gag-Pol provocando problemas en estas poliproteínas precursoras de CA. GS-CA1 limita por tanto la producción y el ensamblaje adecuado de partículas de virus afectando la producción de CA. De esta manera GS-CA1 es capaz de interferir tanto en la etapa temprana como en la tardía característica única entre todas las clases de ARV aprobadas actualmente.
También se ha determinado el lugar de unión del GS-CA1 a la VIH CA, (unión saturable y dependiente de la dosis) a todas las regiones de la CA exceptuando el dominio C-terminal.

## Eficacia
La GS-CA1, es un potente inhibidor de la replicación en células T CD4+ infectadas de VIH-1 que muestra una potencia similar o superior contra múltiples VIH clínicos de la mayoría de clados en las células mononucleares de sangre periférica (como los monocitos o linfocitos).
El GS-CA1 muestra gran estabilidad metabólica in vitro y perfiles pK favorables en múltiples especies preclínicas con un sistema de limpieza de medicamentos bajo (entre 0,08 a 0,33 Litros limpios por cada hora por cada kg del cuerpo del organismo modelo) y con vidas medias largas (7,2 a 18,7 horas). De esta manera, El GS-CA1 se presenta como una molécula pequeña, inhibidora de la cápside del VIH extremadamente potente, capaz de ser administrada de manera sostenida gracias a su alta potencia y estabilidad metabólica. A diferencia de otros antirretrovirales también de acción prolongada, la administración del GS-CA1 no requiere grandes dosis que puedan causar molestias y posibilita la administración subcutánea. Presentándose este fármaco como una opción de larga duración, eficaz contra variantes resistentes y fácilmente administrable.  
En células T infectadas con VIH-1, GS-CA1 mostró una alta potencia antiviral, con una media de concentración efectiva al 50% de 240 +-40 pM, baja citotoxicidad y alto índice de selectividad (relación entre la concentración citotóxica y la concentración efectiva).  Su alta estabilidad metabólica y baja solubilidad permitió la fabricación de un medicamento en ratones siguiendo un simple dosis subcutánea. GS-CA1 mostró su alta eficacia antiviral como una monoterapia inyectable de larga duración en ratones modelos humanizados de la infección del VIH-1, siendo más eficaz que el medicamento de larga duración rilpivirina.

### Comparación de los otros inhibidores (CAIs)
Al ser una molécula nueva, se debe comparar el potencial que tiene como futuro fármaco. El GS-CA1 tiene un nivel de eficacia muy elevado si lo comparamos con otros inhibidores de la proteína CA de la cápside del VIH. A continuación, una tabla que compara las concentraciones eficaces al 50% de cada inhibidor:
| Inhibidor de la cápside | Ec 50%*     |
| ----------------------- | ----------- |
| GS-CA1                  | 240+-40 pM  |
| PF74                    | 80-640 nM   |
| Bevirimat (BVM)         | 4,5-20,1 nM |
| Benzodiazepina (BD1)    | 70+-30 nM   |

*Las EC 50% (concentraciones efectivas al 50%) son la mitad de la concentración a la que el inhibidor induce una respuesta al 100% de las células infectadas   
Cabe destacar que los inhibidores de CA identificados en la tabla mantienen su actividad completa en contra de los VIH-1 mutantes resistentes a las terapias antirretrovirales que se usan actualmente.

## Resistencia al GS-CA1
El virus de la inmunodeficiencia humana presenta mutaciones en la proteína de la cápside (CA) que le hacen resistente a la inhibición del GS-CA1. Estas mutaciones son: L56I, M66I, Q67H, N74D y A105E. Se considera que estos cambios en los aminoácidos evitan la unión de la molécula GS-CA1 a la proteína CA, por lo que se podría formar con éxito la cápside y así madurar.
Sin embargo, las mutaciones de la proteína CA que le hacen inmunes al GS-CA1 disminuyen considerablemente, en la mayoría de casos, su tasa de infectividad:
| Mutación resistente al GS-CA1                            | L56I | M66I | Q67H | N74D | A105E |
| -------------------------------------------------------- | ---- | ---- | ---- | ---- | ----- |
| Infectividad (en comparación a VIH sin estas mutaciones) | 9%   | 6%   | 98%  | 48%  | 10%   |

## Investigación actual
El GS-CA1 está siendo investigado por la comunidad científica con el objetivo de conocer nuevos datos sobre su funcionamiento y su posible utilidad en los tratamientos clínicos, ya que aún no se ha utilizado para ello.
No obstante, sí ha sido utilizado en investigaciones con ratas humanizadas donde se ha demostrado su capacidad de inhibición del HIV y su alto potencial en células T y células mononucleares de sangre periférica .
Por otro lado, el GS-6207, una molécula muy parecida al GS-CA1, ha sido presentada como el primer inhibidor de cápside HIV en entrar en ensayos clínicos y actualmente se encuentra en fase 1a/1b de estudios de prueba de concepto para determinar el perfil de seguridad, la dosis óptima y la frecuencia de la administración.
Todo hace pensar que el GS-CA1 será una molécula muy importante y presente en los tratamientos contra el VIH.